# Buk dvoják u mostu
Buk dvoják u mostu (buk lesní) je památný strom v lázních Karlova Studánka v okrese Bruntál, nedaleko dolního (východního) okraje obce. Buk roste jen několik metrů severně od silnice II/445, která prochází lázněmi (vlevo od silnice ve směru na Ludvíkova a Vrbna pod Pradědem), nedaleko mostu přes Bílou Opavu. Přibližně jižně od buku (přes silnici) se rozkládají Letní lázně a Vila Eugen, severně (ve svahu nad Bílou Opavou) pak Vila Vlasta.
Jak napovídá název „dvoják“, buk má již těsně nad zemí kmeny dva, může jít o srůst dvou původně samostatných jedinců, případně mladý stromek brzy po svém vzrůstu ze semenáčku utrpěl nějakou událost, která způsobila vznik druhého kmene. Strom roste v nadmořské výšce přibližně 770 metrů. Zdravotní stav stromu je dobrý.

## Základní údaje
- Druh: buk lesní (Fagus sylvatica L.)
- Chráněným stromem byl buk vyhlášen 23. srpna 2000. Revize vyhlašovací dokumentace proběhla 10. července 2024.[2]
- Obvod dvou hlavních kmenů: 365 a 245 cm v době vyhlášení.[3]
- Výška stromu: 25 metrů.[2]
- Odhadované stáří stromu: 250–300 let v době vyhlášení.[3]
- Poloha: 50°4′23″ s. š., 17°18′34″ v. d.

## Další památné stromy vKarlově Studánce
Na území lázní Karlova Studánka se v roce 2024 nachází pět vyhlášených památných stromů (resp. šest, pokud stromy z dvojice společně vyhlášených „lip u Hubertusu“ počítáme zvlášť). Ve směru od místní části Hubertov na Ludvíkov (přibližně od západu k východu) první je buk na křižovatce pod Hubertovem, který je uváděn jako buk s největším obvodem v rámci celé CHKO Jeseníky.
Druhá je dvojice lip u Hubertusu (výše, blíže ke křižovatce silnic II/450 a II/445 roste lípa velkolistá a níže, dále od křižovatky lípa srdčitá), které jsou součástí větší aleje lip (další lípy ale zatím jako památné stromy vyhlášeny nebyly). Třetí je Jedle v lázeňském parku, asi 90 metrů nad Pitným pavilónem (jedle bělokorá). Čtvrtý je buk u mateřské školy (v parku přes cestu u mateřské školky a nedaleko kostela: rovněž buk lesní) a pátý je zde popisovaný „buk dvoják u mostu“.

## Fotogalerie

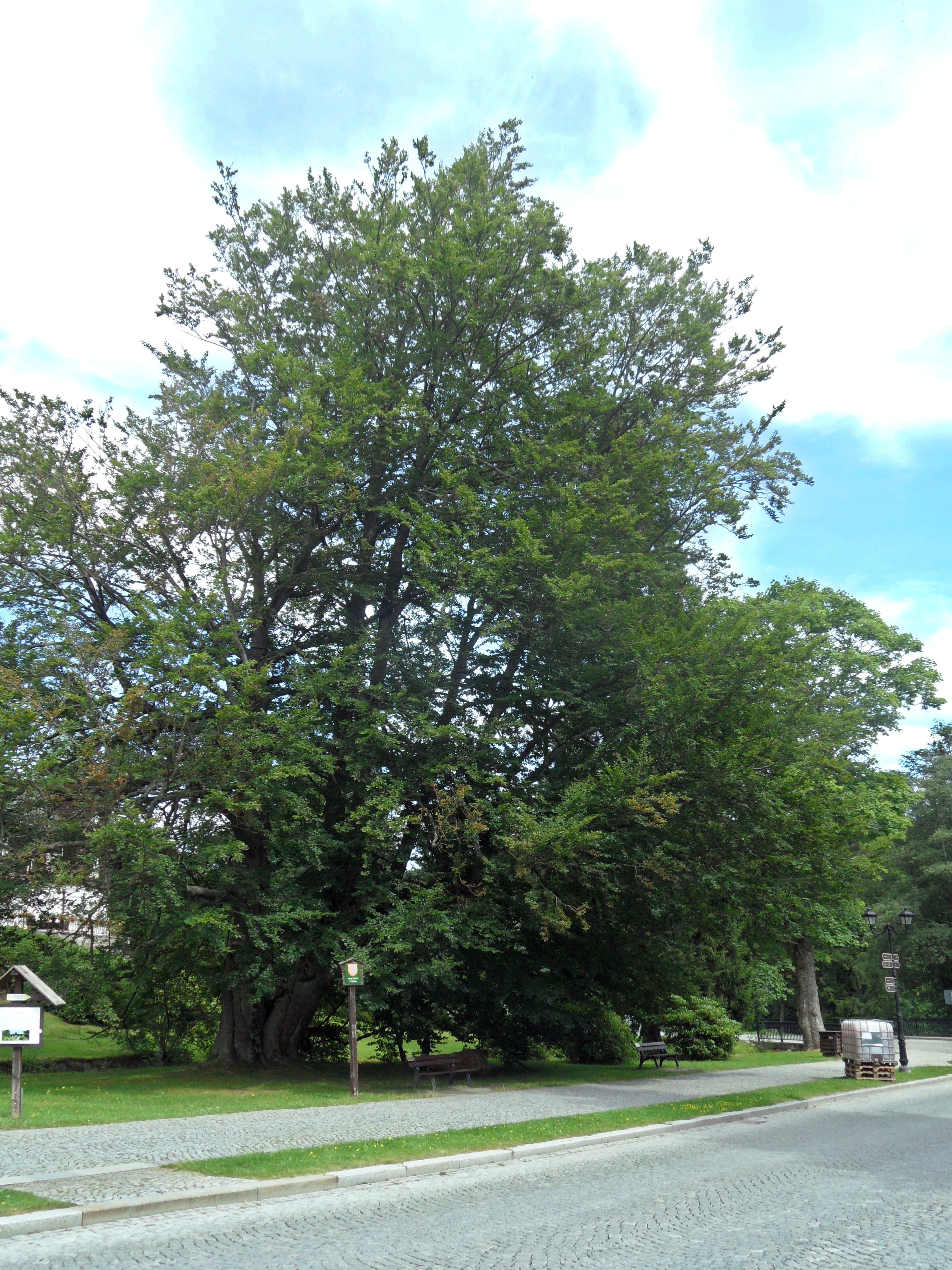
Celkový pohled (2024)
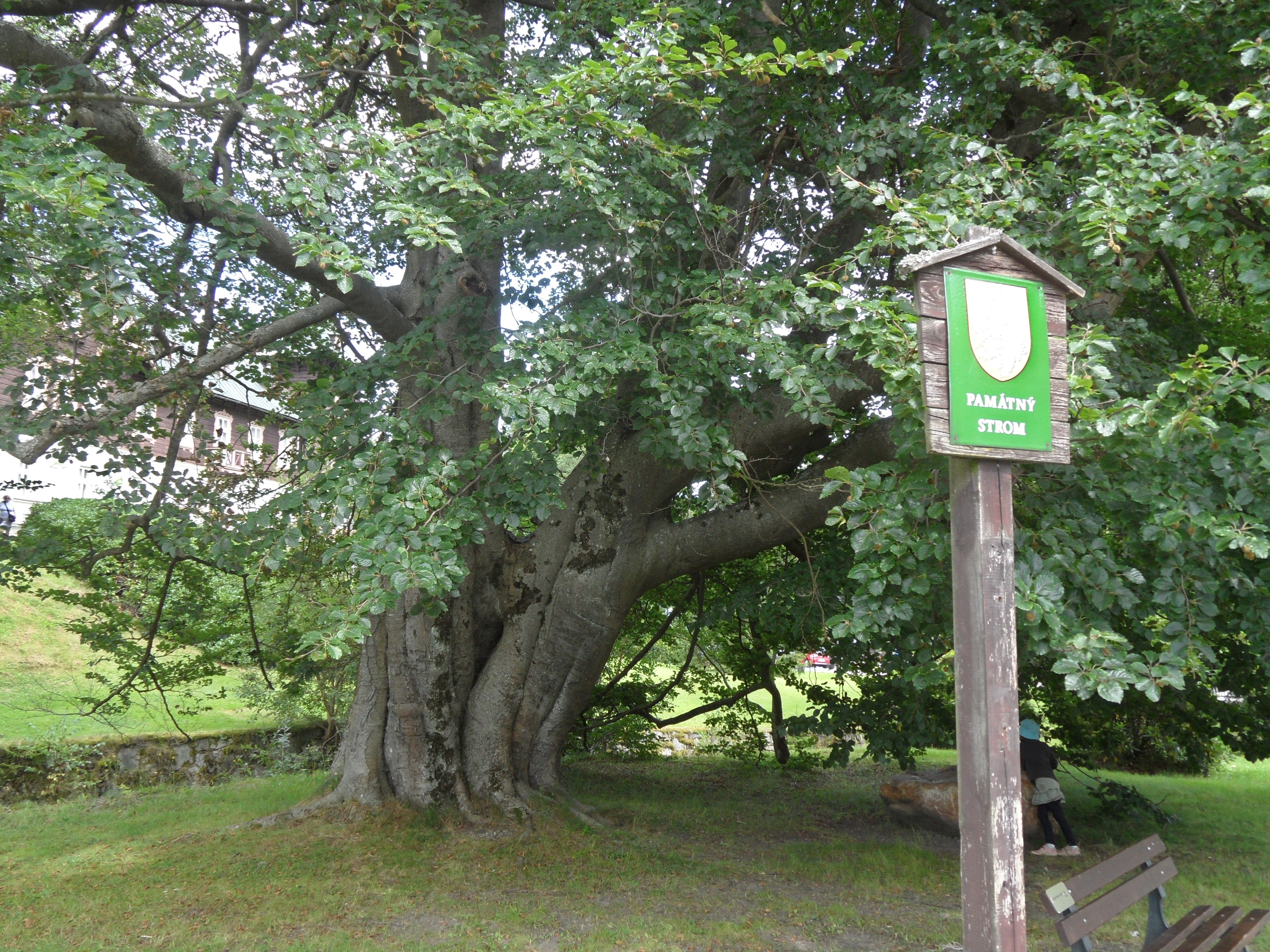
Polodetail dvou hlavních kmenů a části koruny
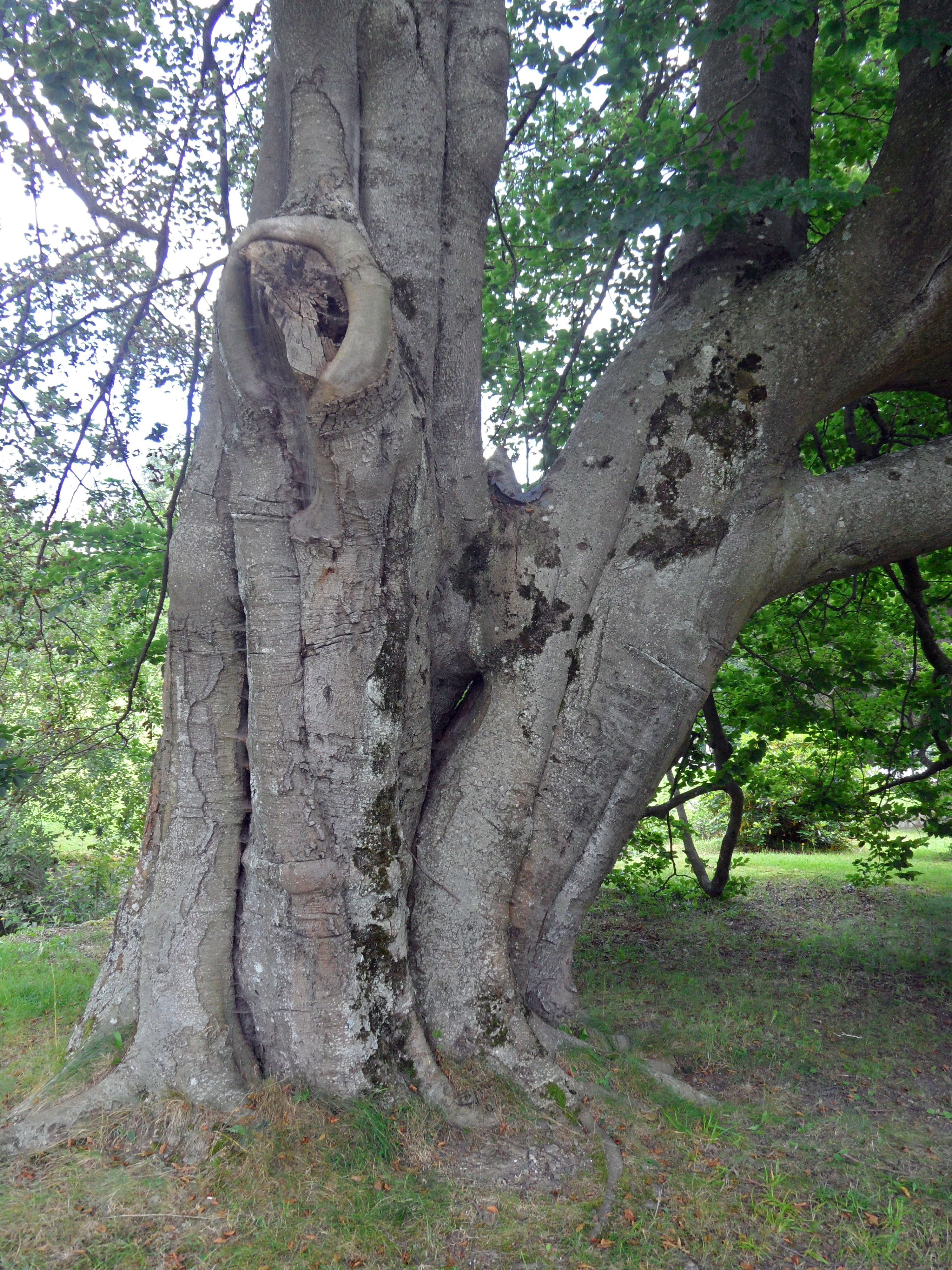
Detail dvou hlavních kmenů